# Bahar (Name)
Bahar ist ein Nach- und weiblicher Vorname persischer Herkunft (persisch بهار für Frühling), der u. a. in der Türkei, in Aserbaidschan und im arabisch-persischen Sprachraum vorkommt. Auf Türkisch hat der Name die Bedeutung Der Frühling; die Jugend; der Anfang.

## Namensträger

### Familienname
- Alexander Bahar (* 1960), deutscher Historiker
- Aliaddin Bahar (* 1978), türkischer Präventions- und Motivationstrainer, Mediator, Sporttrainer und Dokumentarfilmer
- Emran bin Bahar (* 1961), bruneiischer Diplomat
- Mohammad-Taqi Bahar (1886–1951), iranischer Dichter und Gelehrter

### Vorname
- Fatma Bahar Aydemir (* 1986), deutsche Journalistin und Schriftstellerin
- Bahar Doğan (* 1974), türkische Marathonläuferin
- Bahar Haghanipour (* 1984), deutsche Sozialwissenschaftlerin und Politikerin
- Bahar Henschel (* 1984), deutsche Rapperin
- Bahar Kizil (* 1988), deutsch-türkische Popmusikerin und Tänzerin
- Bahar Şahin (* 1997), türkische Schauspielerin
- Bahar Soomekh (* 1975), iranisch-US-amerikanische Schauspielerin
- Bahar Süer (* 1985), türkische Schauspielerin
- Bahar Yilmaz (* 1984), deutsch-schweizerische Autorin